# Mario Fumagalli
Mario Fumagalli (Milano, 10 novembre 1929 – Milano, 10 marzo 2019) è stato un geografo italiano, autore di numerose pubblicazioni in materia di geografia economica.

## Biografia

### La carriera universitaria
Nato a Milano da padre industriale milanese e madre piemontese, si laurea nel 1952 in Economia e Commercio all'Università Cattolica del Sacro Cuore di Milano con la tesi "Modifiche nella struttura aziendale delle industrie nazionalizzate inglesi", allievo del Prof. Pasquale Saraceno, da subito dimostrando un forte interesse verso l'economia ed i suoi legami col territorio.
Nei successivi anni entra nell'ufficio studi del Gruppo Falck, una delle più antiche industrie siderurgiche italiane e, in quel periodo storico, una tra le maggiori realtà industriali private del paese; allora inizia anche la sua carriera di autore colla pubblicazione di diverse opere di notevole rinomanza.
Anche a seguito della crisi che colpisce la siderurgia nella seconda metà degli anni '70, nel novembre 1980 Mario Fumagalli sposta i propri interessi in ambito universitario vincendo il suo primo concorso quale Professore Straordinario presso la facoltà di Economia e Commercio dell'Università Ca' Foscari di Venezia ove in seguito, nel febbraio 1984, viene nominato Professore Ordinario.
Questa illustre carica segna l'inizio di un percorso professionale che Mario porterà avanti con eccellenza anche molti anni dopo la pensione. In seguito docente ordinario presso l'Università degli Studi di Torino alle cattedre di Architettura e Geografia Urbana, quest'ultima negli anni precedenti coperta da Pietro Gribaudi  ed in seguito dal figlio Dino, grandi nomi della geografia europea nella prima metà del ventesimo secolo. Nel 1995 Mario entra quale Professore ordinario presso la facoltà di Architettura del Politecnico di Milano - dipartimento di Geografia Urbana e Regionale ed in seguito anche di Architettura-Urbanistica-Ambiente. Dal 2005 al 2011, malgrado l'intervenuto pensionamento, Mario continua la propria attività di insegnamento presso il Politecnico di Milano quale Docente a contratto nelle discipline di Geografia Economica, Geografia Urbana, Geografia del Paesaggio Urbano.

### L'attività di ricerca
Di notevole importanza è l'attività di ricerca che Mario Fumagalli portò sempre avanti con un instancabile entusiasmo e grande lungimiranza. Le principali tematiche, trattate in numerosissimi contributi, ancora oggi attuali e sempre molto apprezzati dagli esperti del settore, rispecchiano le varie fasi della sua vita, professionale ma anche personale. Una prima tematica, legata al suo inizio di carriera presso il Gruppo Falk, riguarda la struttura e la localizzazione dell'industria con particolare riferimento a quella siderurgica con interesse dapprima a quella nazionale ed in seguito anche a quella mondiale con attenzione alle problematiche relative alla localizzazione territoriale ed allo sviluppo dell'industria siderurgica nel mondo. Una seconda tematica invece riguarda temi inerenti alla geografia urbana, con particolare attenzione al rapporto tra sviluppo industriale e territorio. Si rammentano in merito i contributi di Mario nello studio dello sviluppo turistico nelle località montane, interesse che lo stesso nutriva anche per ragioni familiari facendo parte di una famiglia nota per aver dato importante impulso allo sviluppo in Valle d'Aosta di Courmayeur già dagli anni '20. Una terza tematica, degna espressione di una sua particolare passione per i viaggi intorno al mondo, è quella geopolitica con particolare riferimento allo studio dello sviluppo dei paesi orientali; Mario fu uno dei primi studiosi italiani che colse l'importanza di una evoluzione che avrebbe rivoluzionato il mondo dimostrando anche qui una straordinaria capacità di vedere lontano nel tempo e nello spazio quando ancora la globalizzazione non aveva neppure un nome. Si rammenta la sua da sempre attiva partecipazione con corposi contributi a riviste ed Associazioni scientifiche con particolare riferimento all'AIIG - Associazione Italiana Insegnanti di Geografia, alla Rivista Geografica Italiana ed alla Sezione Lombarda del Dipartimento di storia dell'economia della società e di scienze del territorio "Mario Romani" dell'Università Cattolica del Sacro Cuore di Milano di cui fu Vice Presidente dall'anno 2011 al 2015, alla rivista Territorio del Politecnico di Milano, fino al suo coinvolgimento nelle Commissioni CEE per la siderurgia. Si racordano altresì i suoi contributi ad opere di notevole importanza per la geografia italiana con particolare riferimento al suo apporto nella riedizione dell'Atlante dei tipi geografici di Olinto Marinelli del 2004. Si ricordano infine i molteplici interventi e conferenze tenuti nel corso della sua carriera tra cui anche un documentario televisivo "Ville a Courmayeur" nel quale, presentando lo sviluppo immobiliare degli anni '30, delinea la storia delle trasformazioni sociali a seguito dell'afflusso turistico in Valle d'Aosta, territorio a lui particolarmente caro.

### I legami con Courmayeur e la Valle D'Aosta
Nasce a Milano da Carlo Fumagalli, industriale milanese, e Rosa Parigi, figlia e sorella di imprenditori alberghieri piemontesi. All’età di vent'anni rimane orfano di padre e, da quel momento, viene accudito dalla madre con l’aiuto dei familiari più stretti tra cui il nonno e lo zio materni, Emilio e Giovanni Parigi, i quali, in quel periodo, avevano intrapreso un’importante attività alberghiera a Courmayeur. Tali circostanze familiari portano Mario a frequentare la Valle d’Aosta in un periodo storico cruciale per lo sviluppo del territorio al fianco di personalità che ne hanno dato significativo impulso. In un così dinamico contesto la memoria di Mario, fin da piccolo dotato di interesse e curiosità, diviene un vero e proprio archivio della vita di una Courmayeur in rapida trasformazione. Non vi è dubbio che vivere così da vicino tale fenomeno di sviluppo abbia acceso in Mario ciò che in seguito fu il filo conduttore presente in ogni fase della sua carriera e che lo spinse, fino all'età di 89 anni, a viaggiare per tutto il mondo.

## Pubblicazioni

### Le principali opere
Tra i principali volumi pubblicati si ricordano:
- Fisionomia geografica ed economica della siderurgia padana - Milani editore – Padova, 1962;
- Geografia dell'acciaio - La siderurgia Italiana -  a cura di Ernesto Massi - Giuffrè Editore, Milano, 1973;
- Geografia, localizzazione e sviluppo - Giuffré  editore, Milano, 1987;
- Industrie di base.- Strategie di sviluppo, divisione internazionale del lavoro. Il caso della siderurgia – Patron Editor, Bologna, 1991;
- I periodi milanesi di Ernesto Massi: significato di un’esperienza – Franco Angeli Edizioni, 2008;
- Inarrestabile città: note di geografia urbana – Maggioli Editore, 2008;
- Nuova geografia delle macro regioni. L'asia si confronta con il mondo– Maggioli Editore, 2009;
- Il volto della città. Note di geografia del paesaggio urbano – Maggioli Editore, 2011;
- La rete planetaria della Cina: Il regno di mezzo del mondo globalizzato - Maggioli Editore, Milano, 2013

### I contributi scientifici
- Le zone medie e minori della siderurgia tedesca, Milano, Ufficio studi Falck, 1959
- La siderurgia padana, Milano, Ufficio studi Falck, 1961;
- Il ruolo della geografia nella esperienza operativa di un economista di impresa - Notiziario di Geografia Economica – Roma, 1974;
- Una regione prevalentemente agricola entro un’area industriale avanzata. Il caso dell’Astigiano -  in Memorie della Società Geografica Italiana, 1978;
- La siderurgia litoranea in prospettiva - Notiziario di geografia economica, 1980;
- La localizzazione litoranea delle industrie di base nei rapporti fra nord e sud -  Istituto Universitario Navale – Napoli, 1981;
- La multiproprietà in Italia  - Analisi degli aspetti sociali, economici e legislativi;  Convegno Sofinturitalia, Milano, 1984;
- Il porto di Venezia e la portualità veneta - estratto da: Trasporti marittimi e portualità in Italia, 1985;
- La crisi dell’acciaio nel mondo e i suoi riflessi sulla realtà bergamasca - Ateneo di Scienze, Lettere e Arti di Bergamo, 1988;
- Sviluppi del turismo e dei centri abitati a Courmayeur e nell’area della Valdigne; tratto dalla Rivista Territorio, 2001;
- Il ruolo dell’Asia orientale nella nuova geografia della globalizzazione - tratto dalla Rivista Territorio, 2010;
- Un percorso scientifico nella geografia del 900: in ricordo di Ernesto Massi  – Società geografica italiana, 2002;
- Abolire le Province? Alcune note sul riordino territoriale dello stato -  Associazione italiana insegnanti di Geografia, sezione lombarda, 2011;
- Steel and economic development in Far Eastern Countries
- Le economie dell' Estremo Oriente alla luce di un tradizionale indicatore di sviluppo
- Sviluppi del turismo e dei centri abitati a Courmayeur e nell'area della Valdigne
- Le forme del commercio in un centro turistico di livello elevato
- Consolidamento o ampliamento? Il dilemma dell'Europa nella nuova situazione geopolitica
- Dopo l'introduzione dell'euro: il nuovo corso dell'Europa ed i suoi condizionamenti geografi
- Beni culturali, archeologia del lavoro e paesaggi del passato in Val Seriana
- Profilo scientifico di Ernesto Massi
- La costruzione europea e la penisola balcanica
- Le forme del commercio in un centro turistico di livello elevato
- Sulla reale influenza dei riferimenti storico-territoriali per la costruzione europea
- L'unione europea e il problema della Turchia
- Ricordo di Dino Gribaudi, un maestro della geografia
- Sviluppi possibili ed auspicabili nel centro di Courmayeur e nell'area della Valdigne
- Le grandi ville del primo Novecento in località turistiche e il fenomeno del filtering down
- Due maestri della Geografia Periferie urbane dei centri medi e minori
- Le debolezze della costruzione europea: un punto di vista geografico
- Evoluzione di una importante area turistica alpina. Il caso di Courmayeur e della Valdigne
- Alla ricerca della regione australe
- Periferie delle grandi città
- Sviluppo economico e condizionamenti dell'ambiente.Il caso della Lombardia
- L'alimentazione-in Valle d'Aosta tra farne e abbondanza, variazioni climatiche e turismo